# Abdülhak Hâmid Tarhan

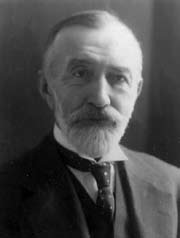
Abdülhak Hâmid Tarhan

Abdülhak Hâmid Tarhan (osmanisch عبد الحق حامد İA ʿAbdü'l-Ḥaḳḳ Ḥāmid; * 2. Januar 1852 im Istanbuler Stadtteil Bebek; † 13. April 1937 in Istanbul) war ein Autor, Diplomat und Politiker des Osmanischen Reiches und der Republik Türkei.

## Familie und Kindheit
Abdülhak Hâmid (den Namen Tarhan führte er erst seit der Einführung der Familiennamen in der Türkei 1935) stammte aus einer angesehenen Familie von Religionsgelehrten und Medizinern. Sein Großvater väterlicherseits, Abdülhak Molla, sowie auch schon dessen Großvater Büyük Hayrullah Efendi und älterer Bruder Mustafa Behçet Efendi waren oberste Hofärzte des Sultans (türkisch hekimbaşı). Abdülhak Hâmids Vater Hayrullah Efendi war ebenfalls Mediziner und Politiker, ist heute aber vor allem als Historiker bekannt. Seine Mutter Müntehâ Nasib Hanım stammte aus dem Kaukasus und war als Sklavin nach Istanbul gelangt.
Im Alter von zehn Jahren begleitete Abdülhak Hâmid seinen älteren Bruder Abdülhâlik Nasûhi Bey nach Paris und besuchte dort etwa anderthalb Jahre lang eine Privatschule. Er wurde außerdem von Hasan Tahsini unterrichtet. 1864 kehrte er zurück nach Istanbul und begleitete im Jahr darauf seinen Vater nach Teheran, wo dieser als osmanischer Botschafter diente. Nach dem unerwarteten Tod seines Vaters ein Jahr später kehrte die Familie nach Istanbul zurück.

## Karriere
Nach dem Tod seines Vaters arbeitete Abdülhak Hâmid einige Jahre lang bei verschiedenen Regierungsbehörden und lernte dort den Publizisten und Autor Ebüzziya Tevfik kennen, der ihn in Kontakt mit weiteren Schriftstellern wie Namık Kemal brachte. 1874 heiratete er Fatma Hanım aus der Familie der Pîrîzâde.
Von 1876 bis 1878 war Abdülhak Hâmid zweiter Sekretär an der osmanischen Botschaft in Paris. Wegen eines regierungskritischen Theaterstückes, das er in dieser Zeit veröffentlichte, wurde ihm der Posten jedoch wieder entzogen, und er musste mehrere Jahre ohne feste Stelle auskommen, was ihn in wirtschaftliche Schwierigkeiten brachte. Einen ihm angebotenen Posten als Sekretär an der Botschaft in Berlin lehnte er 1880 jedoch ab.
1883 ging er als osmanischer Konsul nach Mumbai, wo die indische Kultur großen Einfluss auf sein dichterisches Werk ausübte. Aufgrund einer Tuberkuloseerkrankung seiner Frau trat er 1885 mit ihr die Heimreise nach Istanbul an; sie starb jedoch schon auf dem Weg. Seinen Kummer verarbeitete er in Gedichten wie Makber („Das Grab“).
Nach seiner Rückkehr nach Istanbul erhielt er eine Stelle als oberster Sekretär der osmanischen Botschaft in London. 1890 heiratete er dort seine zweite Frau, die Engländerin Nelly Clower. Er setzte seine schriftstellerische Tätigkeit fort, geriet jedoch erneut in Konflikt mit der strengen Zensur unter dem osmanischen Sultan Abdülhamid II. und wurde zunächst entlassen. Dank der Intervention einflussreicher Freunde wurde er zwar kurz darauf wieder eingestellt und sogar befördert, musste sich dafür aber verpflichten, von jeder weiteren Veröffentlichung seiner Werke abzusehen.
1895 wurde er für zwei Jahre nach Den Haag versetzt, kehrte danach aber nach London zurück. 1906 erfolgte die Ernennung zum Botschafter in Brüssel. Nach Nellys Tod heiratete er dort 1911 seine dritte Frau Lucienne, eine Belgierin.
Mit Beginn der zweiten osmanischen Verfassungsperiode 1908 durfte Abdülhak Hâmid wieder publizieren. Nach dem Sturz der jungtürkischen Regierung 1912 wurde er jedoch aus dem diplomatischen Dienst entlassen und kehrte nach Istanbul zurück, wo er zwei weitere schwierige Jahre durchlebte. Von 1914 bis 1918 war er Mitglied des Senats (Meclis-i A'yân). Nach der Auflösung des Parlaments infolge der osmanischen Niederlage im Ersten Weltkrieg und des Waffenstillstands von Mudros lebte er mittellos in Wien und kehrte erst nach dem Ende des Türkischen Unabhängigkeitskrieges nach Istanbul zurück. Aufgrund seiner Verdienste um die Heimat erhielt er eine monatliche Rente sowie eine Wohnung im Maçka Palas im vornehmen Istanbuler Viertel Nişantaşı.
1928 wurde er als Abgeordneter ins türkische Parlament gewählt und behielt dieses Amt bis zu seinem Tod 1937 bei. Er liegt auf dem Friedhof Zincirlikuyu im Istanbuler Stadtteil Şişli begraben.

## Werke

### Gedichte
- Sahra (Das offene Land, 1879)
- Makber (Das Grab, 1885)
- Ölü (Der Tote, 1885)
- Hacle (Das Brautgemach, 1886)
- Bunlar Odur (Das sind sie, 1885)
- Divaneliklerim Yahut Belde (Meine Torheiten oder die Stadt, 1885)
- Bir Sefirenin Hasbihali (Herzenserguss eines liederlichen Mädchens, 1886)
- Bala’dan Bir Ses (1912), Osmanische Originalversion (PDF; 1,4 MB)
- Validem (1913), Osmanische Originalversion (PDF; 1,0 MB)
- İlham-ı Vatan (1916)
- Tayflar Geçidi (1917)
- Ruhlar (1922)
- Garam (1923).

### Theaterstücke
- Macera-yı Aşk (1873)
- Sabr-u Sebat (1875)
- İçli Kız (1875)
- Duhter-i Hindu (1876)
- Nazife (1876)
- Nesteren (Die Narzisse, 1878)
- Tarık Yahut Endülüs’ün Fethi (Tarik oder die Eroberung Andalusiens, 1879)
- Tezer Yahut Abdurrahman-ı Salis (1880)
- Eşber (1880)
- Zeynep (1908)
- İlhan (1913)
- Liberte (1913)
- Finten (1916)
- İbn-i Musa Yahut Zadülcemal (1917)
- Sardanapal (1917)
- Abdüllahi’s Sağir (1917)
- Yadigar-ı Harb (1917)
- Hakan (1935)
- Cünun-ı Aşk (1917)
- Kanuni’nin Vicdan Azabı (1937).

### Memoiren
- Abdülhak Hâmid'in Hatıraları („Abdülhak Hâmids Memoiren“), herausgegeben von İnci Enginün. Dergâh Yayınları, Istanbul 1994, ISBN 975-7462-75-6, gesammelte und in lateinische Schrift übertragene Ausgabe der folgenden Zeitschriftenartikel:
  - Hayat ve Hatıratım („Mein Leben und meine Erinnerungen“, Artikelfolge in den Zeitungen İkdam, 28. Januar bis 26. Juni 1924, und Vakit, 6. Juli 1924 bis 17. März 1925)
  - Üstad-ı Azam'ın Hususi Rûznamelerinden Sahifeler („Aus den privaten Tagebüchern des Großen Meisters“, Artikelfolge in der Zeitung Vakit, 28. März bis 10. Mai 1925)
  - Eserlerimi Nasıl Yazdım („Wie ich meine Werke schrieb“, Artikelfolge in der Zeitschrift Resimli Ay, Nr. 53–56, Juli–Oktober 1928)

### Deutsch
- Beatrix Caner: Türkische Literatur: Klassiker der Moderne. Georg Olms Verlag, 1998, ISBN 3-487-10711-2, S. 90 f.
- Otto Spies: Die moderne türkische Literatur. In: Handbuch der Orientalistik: Turkologie, Leiden (u. a.): Brill, 1982, ISBN 90-04-06555-5, S. 346 f.
- Franz Taeschner: Die osmanische Literatur. In: Handbuch der Orientalistik: Turkologie. Brill, Leiden (u. a.) 1982, ISBN 90-04-06555-5, S. 346 f.

### Türkisch
- Emin Ali Çavlı: Abdülhak Hâmid'in doğum tarihi. In: Tarih Hazinesi – Tarih ve İlim Mecmuası (Şubat 1951), S. 343–345. (Übersicht über verschiedene widersprüchliche Angaben zu Tarhans Geburtsdatum und Klärung der Frage auf Grundlage eines Schriftstückes seines Vaters.)
- İnci Enginün: Abdülhak Hamid Tarhan'ın Tiyatroları I-VII, Dergâh Yayınları, 1998–2002.
- İnci Enginün: Abdülhak Hâmid Tarhan (1852–1937). In: Türkiye Diyanet Vakfı İslâm Ansiklopedisi. Band 1. (1988), S. 207–210.
- İhsan Sâfi: Abdülhak Hâmid Tarhan: Hayatı, sanatı, eserleri, eserlerinden seçmeler. Hikmet Neşriyat, 2002.
- İhsan Sâfi: Altın suyuna batırılmış bir hayat: Abdülhak Hâmid Tarhan. Dergâh Yayınları, 2006, ISBN 975-995-032-4.
- Ahmet Hamdi Tanpınar: XIX. asır Türk edebiyatı tarihi, durchgesehen und bearbeitet von Abdullah Uçman. 8. Auflage. YKY, İstanbul 2010, ISBN 978-975-08-1159-3, S. 449–528 (Erstveröffentlichung: 1949).

### Englisch
- Ahmet Hamdi Tanpınar: ʿAbd al-Ḥaḳḳ Ḥāmid. In: The Encyclopaedia of Islam. New Edition, Band 1. Brill, Leiden 1960, S. 61–62. brillonline.com